# Perișoru (okręg Călărași)
Perișoru – wieś w Rumunii, w okręgu Călărași, w gminie Perișoru. W 2011 roku liczyła 4174 mieszkańców.